# Daedalic Entertainment
Daedalic Entertainment – niemiecka firma z siedzibą w Hamburgu, zajmująca się tworzeniem i wydawaniem gier komputerowych, głównie przygodowych z gatunku wskaż i kliknij.
Jest odpowiedzialna za takie gry jak seria Deponia czy Filary Ziemi na podstawie powieści Kena Folletta.
Od 1 kwietnia 2022 r firma stała się własnością Nacon (dawniej Bigben Interactive).
Po porażce The Lord of the Rings: Gollum, Daedalic ogłosiło ze końcem czerwca 2023 r wygaszenie działalności studia odpowiedzialnego za produkcję gier.